# Afrogarypus senegalensis
Espèce
Synonymes
- Garypus senegalensis Balzan, 1892

Afrogarypus senegalensis est une espèce de pseudoscorpions de la famille des Geogarypidae.

## Distribution
Cette espèce se rencontre au Sénégal, en Guinée, au Liberia, au Ghana et au Cameroun.

## Description
L'holotype mesure 2,10 mm.

## Systématique et taxinomie
Cette espèce a été décrite sous le protonyme Garypus senegalensis par Balzan en 1892. Elle est placée dans le genre Geogarypus par Chamberlin en 1930 puis dans le genre Afrogarypus par Harvey en 1986.

## Étymologie
Son nom d'espèce, composé de   et du suffixe latin -ensis, « qui vit dans, qui habite », lui a été donné en référence au lieu de sa découverte, le Sénégal.

## Publication originale
- Balzan, 1892 : Voyage de M. E. Simon au Venezuela (Décembre 1887 - Avril 1888). 16e mémoire (1) Arachnides. Chernetes (Pseudoscorpiones). Annales de la Société Entomologique de France, vol. 60, p. 497-552 (texte intégral).